# Camera dei deputati (Bolivia)
La Camera dei Deputati dello Stato Plurinazionale della Bolivia (in spagnolo: Cámara de Diputados del Estado Plurinacional de Bolivia), è la camera bassa dell'Assemblea legislativa plurinazionale boliviana. L’altro suo ramo, e camera alta, è invece il Senato.
Essa è composta da 130 membri eletti per la durata di 5 anni.